# Janna Nandzik
Janna Maria Nandzik (* 1980 in Oldenburg) ist eine deutsche Drehbuchautorin, Regisseurin und Produzentin.

## Leben
Janna Maria Nandzik studierte Filmwissenschaft, Neuere Deutsche Literatur und Kunstgeschichte.
Seit 2003 arbeitete sie regelmäßig als Autorin für den Schauspieler und Produzenten Christian Ulmen. Von 2008 bis 2012 war sie die stellvertretende Geschäftsführerin der Film- und Fernsehproduktionsfirmen Ulmen Television und Ulmen Film in Berlin.
Darüber hinaus war Janna Maria Nandzik in beiden Firmen als Autorin und Produzentin tätig. Sie schrieb als Co-Autorin für die Webserie und TV-Show ulmen.tv.
2010 erfand und produzierte sie die 6-teilige Sitcom DIE SNOBS – Sie können auch ohne Dich (ulmen.tv / ZDFneo), die 2011 für den Grimme-Preis in der Kategorie Unterhaltung nominiert wurde.
Von 2011 bis 2013 arbeitete Janna Maria Nandzik als Regisseurin, Drehbuchautorin und Social Media Managerin an der 14-teiligen crossmedialen Fernsehserie About:Kate im Auftrag des deutsch-französischen Fernsehsender Arte (Produktion: Ulmen Television GmbH). Die Serie erhielt 2013 den Youth Jury Award For Best Transmedia Work auf dem Festival Tous Écrans in Genf. 2014 wurde Janna Maria Nandzik für Konzept und Umsetzung des interaktiven, multimedialen Projekts in der Kategorie Wettbewerb Fiktion/Spezial des 50. Grimme-Preis nominiert.
2014 war Janna Maria Nandzik in der Position des Creative Director als Stabsstelle in der Geschäftsführung des Senders Tele5 in München tätig. Sie ist Mitglied des Vereins Transmedia Bayern e. V.
Aktuell arbeitet Janna Maria Nandzik als freie Autorin, Regisseurin und Producerin in Berlin.
Ihr Schwerpunkt ist serielles Erzählen sowie cross- und transmediales Storytelling. Zuletzt wirkte sie als Autorin bei den Serien Jerks., Druck (Webserie) sowie Die Kaiserin (Netflix). 2022 führte sie bei ZDF Magazin Royale präsentiert: Die Innenministerkonferenz Regie nach einer Idee von Jan Böhmermann.
2017 gründete Janna Maria Nandzik den Salon und Club „The School of Death“, eine Non-Profit-Organisation in Berlin, die verschiedene Workshops und Gesprächssalons zum Thema Tod und Sterben anbietet.  Das Projekt hat sich zur Aufgabe gemacht, die Beschäftigung mit dem Lebensende selbstverständlicher im Alltag zu integrieren sowie Trauerarbeit in einen modernen Kontext zu setzen.

## Filmografie (Auswahl)

### Fernsehen
- 2008: ulmen.tv (Comedy Central/MTV)
- 2010: DIE SNOBS – Sie können auch ohne Dich (ZDFneo)
- 2011–2013: About:Kate (Arte)
- 2014: Sarah Hazel's Drink & Schmink (Tele5)
- seit 2018: Jerks. (bisher 14 Folgen)
- 2018: Druck (Webserie), Staffel 2 (funk/ZDFneo)
- 2019: Druck (Webserie), Staffel 4 (funk/ZDFneo)
- 2022: Die Kaiserin (Netflix)
- 2022: Die Innenministerkonferenz (ZDF Magazin Royale/ZDF)
- 2023 Brüste des Terrors (Browser Ballett/ZDF)

### Internet
- 2008–2010: ulmen.tv; Neues von den „Neuen Freunden“ (ulmen.tv)
- 2010: DIE SNOBS – Sie können auch ohne Dich (3 min)
- 2011–2013: About:Kate (Arte)
- seit 2018: Jerks. (bisher 14 Folgen)
- 2018 Druck (Webserie), Staffel 2 (funk/ZDFneo)
- 2019 Druck (Webserie), Staffel 4 (funk/ZDFneo)

### Werbung
- 2018 DB Regio, Länderticketserie, 5 Episoden feat. Christian Ulmen, Regie: Robert Wilde Tony Peterson Film (Drehbuch)
- 2015 FutureMe, Viralfilmserie feat. World Wide Wohnzimmer, Felix von der Laden & Joyce Ilg,[8][9] Techniker Krankenkasse, Endemol Beyond GmbH (Drehbuch)
- 2015 Google Beacon Campaign feat. LeFloid & Joyce Ilg, Heimat Werbeagentur GmbH, Rekorder GmbH (Regie)
- 2014 – 2015 Wireinander[10][11], Viralfilmserie feat. u. a. Felix von der Laden, Simon Unge, Nilz Bokelberg, Julien Bam, Techniker Krankenkasse, Endemol Beyond GmbH (Drehbuch, Regie, Producerin)

## Auszeichnungen
- 2011 Grimme-Preis Nominierung in der Kategorie „Unterhaltung“ für DIE SNOBS – Sie können auch ohne Dich
- 2013: Festival Tous Écrans, Geneva International Film Festival, Youth Jury Award For Best Transmedia Work für About:Kate
- 2013: 10. Quotenmeter.de-Fernsehpreis in der Kategorie „Beste Serie“ für About:Kate
- 2014: Crossmediapreis der Bremischen Landesmedienanstalt (Brema) und Radio Bremen für About:Kate/Arte
- 2014: Grimme-Preis, Nominierung für Janna Nandzik für Konzept und Umsetzung des interaktiven, multimedialen Projekts About:Kate in der Kategorie Wettbewerb Fiktion/Spezial.
- 2014 Preis „25 Frauen Für Die Digitale Zukunft“ der Edition F & des D64 Zentrum für Digitalen Fortschritt.
- 2015 Deutscher Preis für Onlinekommunikation, Beste Kampagne Unternehmen für die Imagekampagne „Wireinander“ (Endemol Beyond, Fischer Appelt, Fork Unstable Media für die Techniker Krankenkasse)
- 2015 New Media Award, Best Integrated Campaign für die Imagekampagne „Wireinander“ (Endemol Beyond, Fischer Appelt, Fork Unstable Media für die Techniker Krankenkasse)
- 2019 Grimme-Preis 2019 Nominierung in der Kategorie „Kinder & Jugend“ für Druck (Webserie)
- 2019 Deutscher Fernsehpreis 2019, Beste Comedy-Serie für Jerks. Staffel 2
- 2019 Deutscher Comedypreis, Beste Comedy-Serie für Jerks. Staffel 2